# 30 (Adele)
30 is het vierde studioalbum van de Engelse singer-songwriter Adele. Het album werd uitgebracht op 19 november 2021 door Columbia Records. 30 is geïnspireerd door Adele's scheiding, moederschap, roem en hartpijn. Thema's als acceptatie en hoop krijgen een belangrijke plek in het album. Muzikaal omvat het album elementen van pop, soul en jazz. Adele schreef het album van 2018 tot en met 2020 met producenten als Greg Kurstin, Max Martin en Shellback die allen eerder meeschreven aan haar voorgaande album 25. Op het album staan ook nieuwe samenwerkingen met onder meer Ludwig Göransson en Dean Josiah Cover (beter bekend als Inflo van de Engelse band Sault).
Het album werd wereldwijd positief ontvangen door zowel het publiek als critici en bereikte in 34 landen, waaronder Nederland en België (Vlaanderen), de nummer één positie in de hitlijsten. In zowel Nederland als het Verenigd Koninkrijk werd 30 daarmee Adele's vierde opeenvolgende nummer één album. In het Verenigd Koninkrijk is ze daarmee de eerste act die met alle albums debuteert op de hoogste positie in de UK Album Charts. 30 was het best verkochte album van 2021 wereldwijd, met meer dan 5,5 miljoen exemplaren in minder dan twee maanden na de release.
De eerste single 'Easy on Me' werd uitgebracht op 15 oktober 2021 en behaalde in 27 landen, waaronder Nederland en België (Vlaanderen), de toppositie in de hitlijsten. De tweede single van het album 'Oh My God' behaalde top 5 noteringen in meer dan tien landen. Bijna een jaar na het uitbrengen van 30 werd 'I Drink Wine' uitgebracht als derde single van het album.
In navolging van 25 werd ook voor 30 een speciale aankondiging georganiseerd. Op 1 oktober 2021 verschenen wereldwijd projecties op (bekende) bouwwerken met daarop '30'. Onder fans werd direct gesproken over de waarschijnlijke verwijzing naar het komende album van de zangeres, dat door Adele op 4 oktober 2021 officieel werd aangekondigd op sociale media. 
De marketingcampagne om het album te promoten werd voornamelijk gevormd door twee muzikale tv-specials. In de Verenigde Staten werd bij CBS de concert special Adele One Night Only uitgezonden op 14 november 2021 en in het Verenigd Koninkrijk zond ITV de concert special An Audience with Adele uit op 21 november 2021. De specials werden later wereldwijd in verschillende landen uitgezonden. 
Voor het grote publiek gaf Adele op 1 en 2 juli 2022 haar eerste concerten sinds 2017, toen ze haar concerten op 1 en 2 juli 2017 in Londen moest annuleren in verband met stemproblemen. De concerten van 1 en 2 juli 2022 vonden plaats als onderdeel van British Summer Time Hyde Park in Londen. Haar Las Vegas residentie Weekends with Adele begon op 18 november 2022 en staat gepland tot en met 25 maart 2023.

## Tracklist
| 1.                 | Strangers By Nature                   | Adele Adkins, Ludwig Göransson      | 3:02 |
| 2.                 | Easy On Me                            | Adele Adkins, Greg Kurstin          | 3:44 |
| 3.                 | My Little Love                        | Adele Adkins, Greg Kurstin          | 6:29 |
| 4.                 | Cry Your Heart Out                    | Adele Adkins, Greg Kurstin          | 4:15 |
| 5.                 | Oh My God                             | Adele Adkins, Greg Kurstin          | 3:45 |
| 6.                 | Can I Get It                          | Adele Adkins, Max Martin, Shellback | 3:30 |
| 7.                 | I Drink Wine                          | Adele Adkins, Greg Kurstin          | 6:16 |
| 8.                 | All Night Parking (with Errol Garner) | Adele Adkins, Errol Garner          | 2:41 |
| 9.                 | Woman Like Me                         | Adele Adkins, Dean Josiah Cover     | 5:00 |
| 10.                | Hold On                               | Adele Adkins, Dean Josiah Cover     | 6:06 |
| 11.                | To Be Loved                           | Adele Adkins, Tobias Jesso Jr.      | 6:43 |
| 12.                | Love Is A Game                        | Adele Adkins, Dean Josiah Cover     | 6:43 |
| Totale duur: 58:14 |                                       |                                     |      |

## Hitnoteringen
| Hitlijst                     | Hoogste notering (aantal weken) |
| ---------------------------- | ------------------------------- |
| Nederlandse Album Top 100    | 1 (6 weken)                     |
| Vlaamse Ultra Top 200 Albums | 1 (4 weken)                     |